# Безводнинское сельское поселение
Безводнинское сельское поселение — упразднённое муниципальное образование в составе Пижанского района Кировской области России.
Центр — деревня Безводное.

## История
Безводнинское сельское поселение образовано 1 января 2006 года согласно Закону Кировской области от 07.12.2004 № 284-ЗО.
К 2021 году упразднено в связи с преобразованием муниципального района в муниципальный округ.

## Население
| 2010  | 2012  | 2013  | 2014  | 2015  | 2016  | 2017  |
| ----- | ----- | ----- | ----- | ----- | ----- | ----- |
| 1899  | ↘1797 | ↘1748 | ↘1695 | ↘1633 | ↘1585 | ↘1541 |
| 2018  | 2019  | 2020  | 2021  |       |       |       |
| ↘1483 | ↘1428 | ↘1393 | ↘1222 |       |       |       |

## Состав сельского поселения
В состав сельского поселения входят 23 населённых пункта:
| №  | Населённый пункт  | Тип населённого пункта          | Население |
| -- | ----------------- | ------------------------------- | --------- |
| 1  | Алехино           | деревня                         | 20        |
| 2  | Андреево          | деревня                         | 43        |
| 3  | Антропово         | деревня                         | 29        |
| 4  | Безводное         | деревня, административный центр | 807       |
| 5  | Большая Шуйма     | деревня                         | 32        |
| 6  | Большое Безруково | деревня                         | 224       |
| 7  | Большой Ключ      | деревня                         | 5         |
| 8  | Борисенки         | деревня                         | 22        |
| 9  | Васильево         | деревня                         | 15        |
| 10 | Ерши              | деревня                         | 110       |
| 11 | Кутузы            | деревня                         | 24        |
| 12 | Лукино            | деревня                         | 111       |
| 13 | Новый Починок     | деревня                         | 16        |
| 14 | Парфенки          | деревня                         | 6         |
| 15 | Пичанур           | деревня                         | 30        |
| 16 | Подчасовня        | деревня                         | 17        |
| 17 | Русская Шуйма     | деревня                         | 180       |
| 18 | Сидоркино         | деревня                         | 4         |
| 19 | Солоял            | деревня                         | 15        |
| 20 | Тимкино           | деревня                         | 30        |
| 21 | Тумша             | деревня                         | 153       |
| 22 | Чертенки          | деревня                         | 4         |
| 23 | Юльял             | деревня                         | 2         |